# 松浦慶斗
松浦 慶斗（まつうら けいと、2003年7月1日 - ）は、宮城県石巻市出身のプロ野球選手（投手）。左投左打。北海道日本ハムファイターズ所属。

## 経歴

### プロ入り前
石巻市立門脇小学校1年生の時に門小ガッツスポーツ少年団で野球を始めるが、同時期に東日本大震災で被災し、2年生の終わりに両親の故郷である北海道旭川市に転居。旭川市立新富小学校に転校すると新富野球少年団に入部する。6年生の時には、北海道日本ハムファイターズジュニアに選抜された。
旭川市立明星中学校に進学すると、旭川大雪ボーイズに所属。1年生の時に12歳以下の国際大会であるカル・リプケンワールドシリーズに日本代表として出場し世界制覇に貢献。中学3年時には札幌ドームで開催された「FIGHTERS BASEBALL CHAMPIONSHIP U-15」で優勝した。
2019年、大阪桐蔭高校に進学。1年秋からベンチ入りを果たすと、2年夏の交流試合と3年春のセンバツ、夏の甲子園に出場。2年秋からはエースナンバーを背負った。高校の同期には池田陵真、2学年上には中田惟斗、1学年上には仲三河優太、1学年下には松尾汐恩、2学年下には前田悠伍がいる
2021年10月11日に行われたドラフト会議にて、地元の北海道日本ハムファイターズから7位指名を受けた。11月16日、契約金2000万円、年俸520万円で仮契約を結んだ（金額は推定）。背番号は55。

### 日本ハム時代
2022年は、上半身のコンディション不良もあり体作りに励んだ後、8月17日のイースタン・リーグの東京ヤクルトスワローズ戦（鎌ヶ谷）で実戦初登板し、1回2失点だったが最速150km/hを記録した。9月25日の東北楽天ゴールデンイーグルス戦（札幌ドーム）で一軍デビューを果たし、5回表に3番手としてプロ初登板。1回を投げて2失点し敗戦投手となるが、自己最速となる153km/hを計測した。一軍出場はこの1試合のみで、二軍では5試合に登板し、5回を投げて防御率7.20という成績だった。

## 選手としての特徴・人物
高校時代に最速150km/hを記録した球威のある直球が武器の左腕。変化球はスライダー、カーブ、フォークを投げ込む。
下半身の筋力に自信があり、仮契約後にヒップを測ったところ、115cmであった。
愛称は「ビンドゥン」。
父・吉仁も元球児であり、北海高校で2度（1988年春、1989年夏）甲子園へ2度出場を果たしている。北海高校卒業後は、社会人野球チームの日本製紙旭川硬式野球部に進み、その後同部の統合先である日本製紙石巻硬式野球部で引退。引退後は同野球部の監督を務めていた。
福岡ソフトバンクホークスに所属していた古谷優人はいとこにあたる。

## 詳細情報

### 年度別投手成績
| 年 度     | 球 団     | 登 板 | 先 発 | 完 投 | 完 封 | 無 四 球 | 勝 利 | 敗 戦 | セ 丨 ブ | ホ 丨 ル ド | 勝 率 | 打 者 | 投 球 回 | 被 安 打 | 被 本 塁 打 | 与 四 球 | 敬 遠 | 与 死 球 | 奪 三 振 | 暴 投 | ボ 丨 ク | 失 点 | 自 責 点 | 防 御 率 | W H I P |
| --------- | --------- | ----- | ----- | ----- | ----- | -------- | ----- | ----- | -------- | ----------- | ----- | ----- | -------- | -------- | ----------- | -------- | ----- | -------- | -------- | ----- | -------- | ----- | -------- | -------- | ------- |
| 2022      | 日本ハム  | 1     | 0     | 0     | 0     | 0        | 0     | 1     | 0        | 0           | .000  | 6     | 1.0      | 2        | 0           | 1        | 0     | 0        | 0        | 0     | 0        | 2     | 2        | 18.00    | 3.00    |
| 2024      | 日本ハム  | 5     | 0     | 0     | 0     | 0        | 0     | 0     | 0        | 1           | ----  | 22    | 4.0      | 4        | 0           | 6        | 0     | 0        | 5        | 0     | 0        | 3     | 1        | 2.25     | 2.50    |
| 通算：2年 | 通算：2年 | 6     | 0     | 0     | 0     | 0        | 0     | 1     | 0        | 1           | .000  | 28    | 5.0      | 6        | 0           | 7        | 0     | 0        | 5        | 0     | 0        | 5     | 3        | 5.40     | 2.60    |

- 2024年度シーズン終了時

### 年度別守備成績
| 年 度 | 球 団    | 投手  | 投手  | 投手  | 投手  | 投手  | 投手     |
| 年 度 | 球 団    | 試 合 | 刺 殺 | 補 殺 | 失 策 | 併 殺 | 守 備 率 |
| ----- | -------- | ----- | ----- | ----- | ----- | ----- | -------- |
| 2022  | 日本ハム | 1     | 0     | 1     | 0     | 0     | 1.000    |
| 2024  | 日本ハム | 5     | 1     | 2     | 0     | 1     | 1.000    |
| 通算  | 通算     | 6     | 1     | 3     | 0     | 1     | 1.000    |

- 2024年度シーズン終了時

### 記録
初記録
- 初登板：2022年9月25日、対東北楽天ゴールデンイーグルス24回戦（札幌ドーム）、5回表に3番手で救援登板、1回2失点で敗戦投手
- 初ホールド：2024年8月8日、対東北楽天ゴールデンイーグルス16回戦（楽天モバイルパーク宮城）、6回裏に2番手で救援登板、1回無失点[17]
- 初奪三振：同上、6回裏に阿部寿樹から空振り三振[17]

### 背番号
- 55（2022年 - ）

### 登場曲
- 「交響曲第9番『新世界より』第四楽章」アントニン・ドヴォルザーク (2022年 - )